# كيوسوكي يوشيكاوا
كيوسوكي يوشيكاوا (باليابانية: 吉川 京輔) (مواليد 8 نوفمبر 1978)، هو لاعب كرة قدم ياباني سابق كان يلعب كمدافع.

## وصلات خارجية
- كيوسوكي يوشيكاوا على موقع الاتحاد الدولي (مؤرشف)  (الإنجليزية)
- كيوسوكي يوشيكاوا على موقع رابطة كرة القدم اليابانية للمحترفين (اليابانية)
- كيوسوكي يوشيكاوا على موقع عالم كرة القدم.نت (الإنجليزية)